# Sant Joan de Lilla
Sant Joan de Lilla és una església situada al poble de Lilla, que forma part del municipi de Montblanc (la Conca de Barberà), inclosa en l'Inventari del Patrimoni Arquitectònic de Catalunya.

## Descripció
Església de nau única i absis semicircular. Conserva alguns elements gòtics encara que majoritàriament fou realitzada en el segle xvi. La façana conserva les dovelles d'una antiga portada més gran que l'actual i una rosassa esqueixada. L'edifici fou restaurat l'any 1981 quan es refeu el coronament amb espadanya.